# GEA World
GEA World is een sportagentschap dat wereldwijd actief is op het gebied van onder andere sportconsultancy, sportmarketing, imago-management en begeleiding van topsporters. De belangrijkste activiteit is de voetbalmakelaardij. Zo heeft het agentschap een groot aantal bekende, vooral Italiaanse, profvoetballers onder contract gekregen zoals Francesco Totti, Alessandro Nesta, Ciro Immobile en Marco Materazzi. Het hoofdkantoor zetelt in Rome. 

## Geschiedenis
Het bedrijf is in 2001 opgericht door Alessandro Moggi, zoon van ex-Juventusdirecteur Luciano Moggi, en Davide Lippi, zoon van Italiaans bondscoach Marcello Lippi als makelaarskantoor voor profvoetballers.
Het makelaarskantoor kwam in het voorjaar van 2006 in het nieuws toen het werd beschuldigd van bedreiging en onder druk te zetten van voetballers om bij hen onder contract te komen. Deed men dit niet dan zou dit schadelijk zijn voor de carrière en zou de voetballer niet bij een grote club terecht kunnen komen. 

Het makelaarskantoor bleek in 2006 ook betrokken bij het zogenaamde Calciopoli-schandaal, waarbij sprake was van vervalsing van wedstrijden. Dit leidde tot 14 maanden gevangenisstraf voor Alessandro Moggi, later werd dat teruggebracht naar 5 maanden.
Vanaf 2011 is het bedrijf zich ook gaan richten op begeleiding van andere sporters in bijvoorbeeld de atletiek en werd het actief op het gebied van imago-management en sportmarketing.